# Baguer-Pican
Baguer-Pican is een gemeente in het Franse departement Ille-et-Vilaine (regio Bretagne). De plaats maakt deel uit van het arrondissement Saint-Malo. Baguer-Pican  telde op 1 januari 2022 1.764 inwoners.

## Geografie
De oppervlakte van Baguer-Pican bedroeg op 1 januari 2022 15,63 vierkante kilometer; de bevolkingsdichtheid was toen 112,9 inwoners per km².

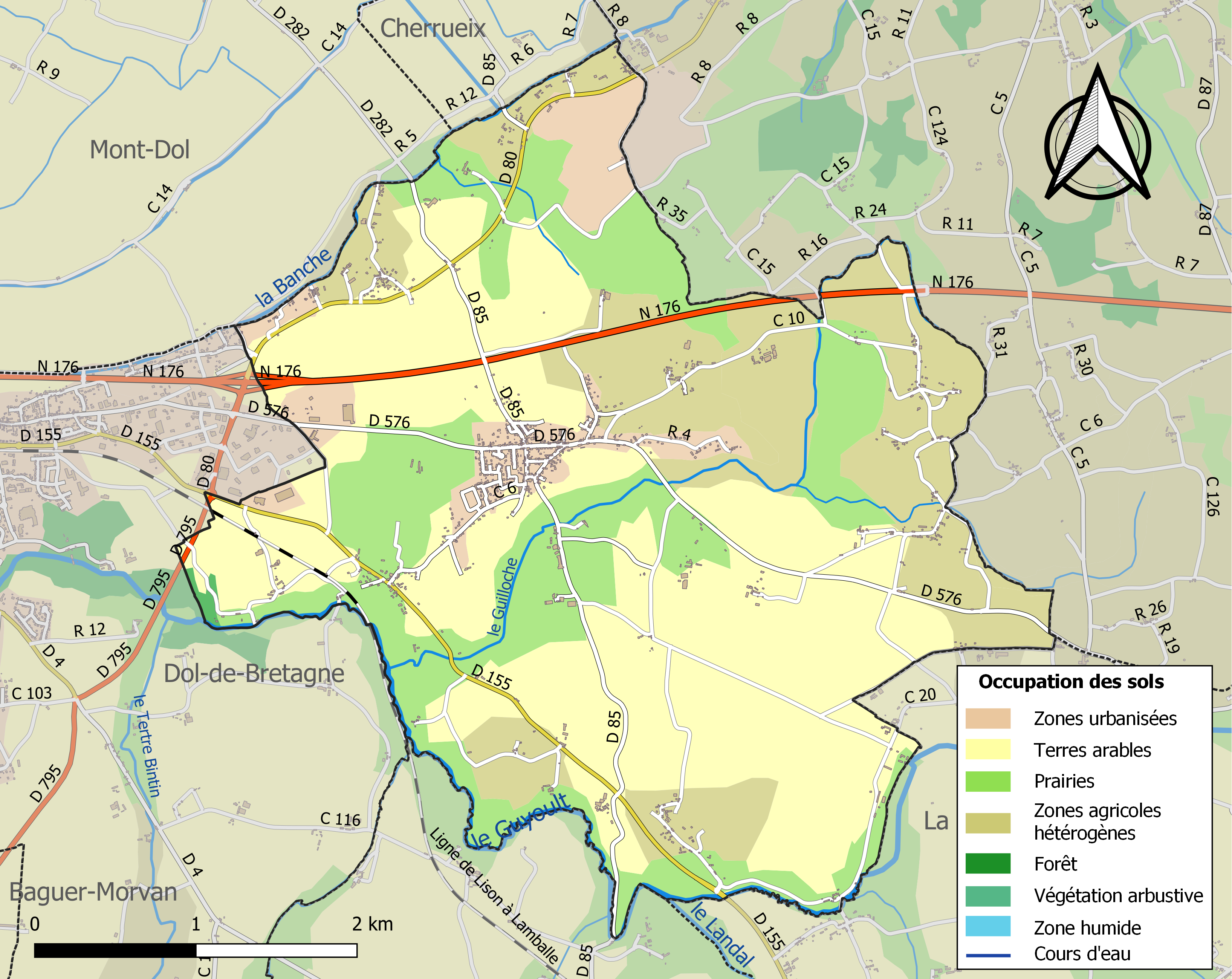
Kaart van de gemeente met belangrijkste infrastructuur, bodemgebruik en omliggende gemeenten

## Demografie
Onderstaande figuur toont het verloop van het inwonertal (bron: INSEE-tellingen).